# Burg Aufhofen
Die Burg Aufhofen ist eine abgegangene Burg 9,5 Kilometer südwestlich von der Kreisstadt Laupheim bei dem Ortsteil Aufhofen der Gemeinde Schemmerhofen im Landkreis Biberach in Baden-Württemberg.
Die nicht genau lokalisierbare Burg, die auch im Besitz von Habsburg war, wurde 1331 erwähnt und vor 1593 zerstört. Von der ehemaligen Burganlage ist nichts erhalten.